# Gunnlaugr Illugason
Gunnlaugr Illugason (984 – Norvegia, 1009) è stato un poeta islandese, noto anche come Ormstunga "Lingua di serpente" a causa delle due poesie pungenti; la sua vita è descritta nella  Gunnlaugs saga ormstungu, trascritta in due manoscritti e che conserva molti dei suoi componimenti.

## Biografia
Gunnlaugr nacque attorno al 984. Suo padre, Illugi il Nero (Illugi svarti) era figlio di Hallkell Hrosskelsson e apparteneva a un'importante famiglia dell'Islanda occidentale (Vestfirðingafjórðungr). Sua madre si chiamava Ingibjörg e discendeva da Björn buna. La Gunnlaugs saga dice che Illugi e Ingibjörg avevano numerosi figli ma cita soltanto Hermund e Gunnlaugr. Fin dall'infanzia Gunnlaugr dimostrò un carattere impetuoso e difficile. Di Hermund, invece, si dice che "aveva un portamento da uomo di rango". Dopo un diverbio con il padre, lasciò la casa paterna a dodici anni (l'altro manoscritto dice quindici anni) e si trasferì a Borg, presso Þorsteinn Egilsson, il figlio di Egill Skallagrimsson. A Borg conobbe Helga, figlia di Þorsteinn, allora considerata la donna più bella d'Islanda. Nei poemi si dice che Helga aveva capelli talmente lunghi che poteva vi si poteva avvolgere dentro.
Quando Gunnlaugr raggiunse i diciott'anni partì per l'estero. All'epoca era comune che i ragazzi, quando si pensava fossero maturi abbastanza, andassero in altri paesi per commerciare e crearsi nuove relazioni. Helga si impegnò a sposarlo, ma solo a patto che Gunnlaugr fosse tornato entro tre anni. 
Gunnlaugr visitò le corti reali di Norvegia, d'Irlanda, d'Inghilterra, delle Orcadi e di Svezia. Qui, egli conobbe il re Olof Skötkonung e incontrò il suo futuro rivale, lo scaldo Hrafn Önundarson Anche Hrafn era islandese, veniva da Mosfell ed era parente di Skapti Þóroddsson. Entrambi avevano composto un carme per il re, ma tra i due insorse un diverbio su chi dovesse recitare per primo. Olof, vedendo il carattere irruendo di Gunnlaugr e temendo una rissa, gli concesse di recitare per primo. Quando anche Hrafn terminò il suo canto, il re volle affidare ai due contendenti il giudizio su chi avesse fatto meglio. Gunnlaugr umiliò il rivale dicendo che Hrafn non era in grado di comporre nemmeno un semplice poema. Hrafn prese molto sul serio l'offesa e, prendendo in disparte Gunnlaug, gli disse che la loro amicizia era finita e che, poiché lo aveva umiliato di fronte a tutti, un giorno anche lui avrebbe fatto lo stesso. Gunnlaugr replicò che le sue minacce gli facevano male, ma che riteneva impossibile che mai ci sarebbe stata occasione di rincontrarsi. Dopo, Hrafn lasciò la Svezia.
Anche Gunnlaugr partì e si recò in Inghilterra, dove entrò al servizio di re Æþelræd II. Stavano per trascorrere i tre anni da quando aveva lasciato l'Islanda e Gunnlaugr intendeva tenere fede alla promessa fatta a Helga di tornare. Ma gli eventi glielo impedirono. La saga, sbagliando cronologia, dice che Canuto il Grande, poiché voleva reclamare l'eredità inglese suo padre (morto nel 1014), aveva organizzato una spedizione contro l'Inghilterra guidata da Heming figlio di Strút-Harald. La saga riporta l'avvenimento al 1004 anziché al 1014, forse per spiegare perché Gunnlaugr fu costretto da Etelredo a restare in Inghilterra, un errore di data per altro ripetuto dagli storici islandesi. Tolta questa incongruenza, non sappiamo perché Gunnlaugr prolungò la sua permanenza, che durò dal 1004 al 1006. È interessante notare che, nell'introduzione del capitolo VII, quando Gunnalaugr si reca dal re inglese, l'autore della saga annota: "La lingua in Inghilterra era una e la stessa che in Norvegia e Danimarca, ma quando Guglielmo il Bastardo conquistò l'Inghilterra ci fu un cambio di lingua". 
Passati orma i quattro anni e vedendo che Gunnlaugr non tornava, Þorsteinn Egilsson fece sposare Helga con il rivale di Gunnlaugr, Hrafn Önundarson. Hrafn aveva raggiunto l'Islanda già dopo l'incontro con Gunnlaugr in Svezia, per chiedere in moglie Helga e umiliare così Gunnlaugr. Thorsteinn si fece convincere. Il matrimonio si tenne durante la festività di Yule, a Borg, e Hrafn e Helga andarono a vivere a Mosfell. Il matrimonio però durò poco.
Gunnlaugr aveva ottenuto da Etelredo di tornare in Islanda e la voce del suo arrivo si era sparsa. Quando tornò, in occasione di un matrimonio, Gunnlaugr scoprì con i suoi occhi che Helga e Hrafn si erano sposati e andò su tutte le furie. Giurò a Hrafn di vendicarsi e si presentò all'Althing, sfidò Hrafn a duello, il cosiddetto hólmgang. Il duello, che fu l'ultimo concesso in Islanda, terminò con un pareggio. Da quel momento l'hólmgang venne proibito. I due duellanti decisero di battersi in Norvegia. Gunnlaugr sconfisse Hrafn, ma ne venne mortalmente ferito. Dopo pochi giorni, morì, all'età di 25 anni. Helga si risposò poco tempo dopo con un uomo di nome Thorkell Hallkelsson, ma non dimenticò mai la morte di Gunnlaugr. Il suo unico sollievo era guardare un lussuoso cappotto che lui le aveva donato e che gli era stato dato da Etelredo. Helga soffrì così tanto la sua perdita che un giorno, mentre fissava il cappotto, cadde sulle braccia del marito e morì.

## Opere
Dalla Gunnlaugs saga ormstungu ci pervono tre titoli composti da Gunnlaug: l'Aðalsteinsdrápa, composta in onore di Atelstano d'Inghilterra, tredici lausavísur e il Sigtryggsdrápa, un carme in onore di re Sigtrygg Barba di Seta.